# Cap d'Erquy

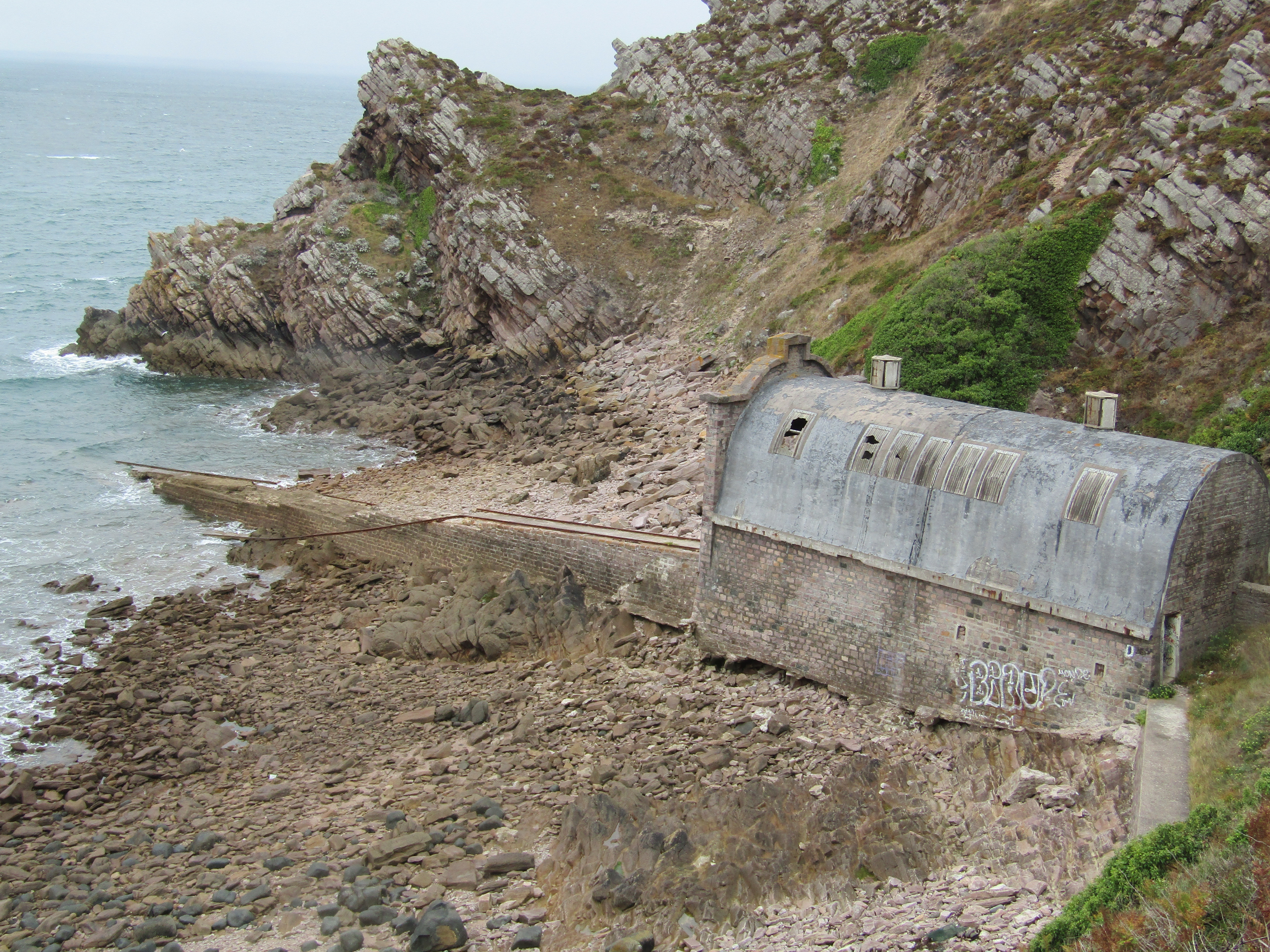
Cale et abri du canot de sauvetage.

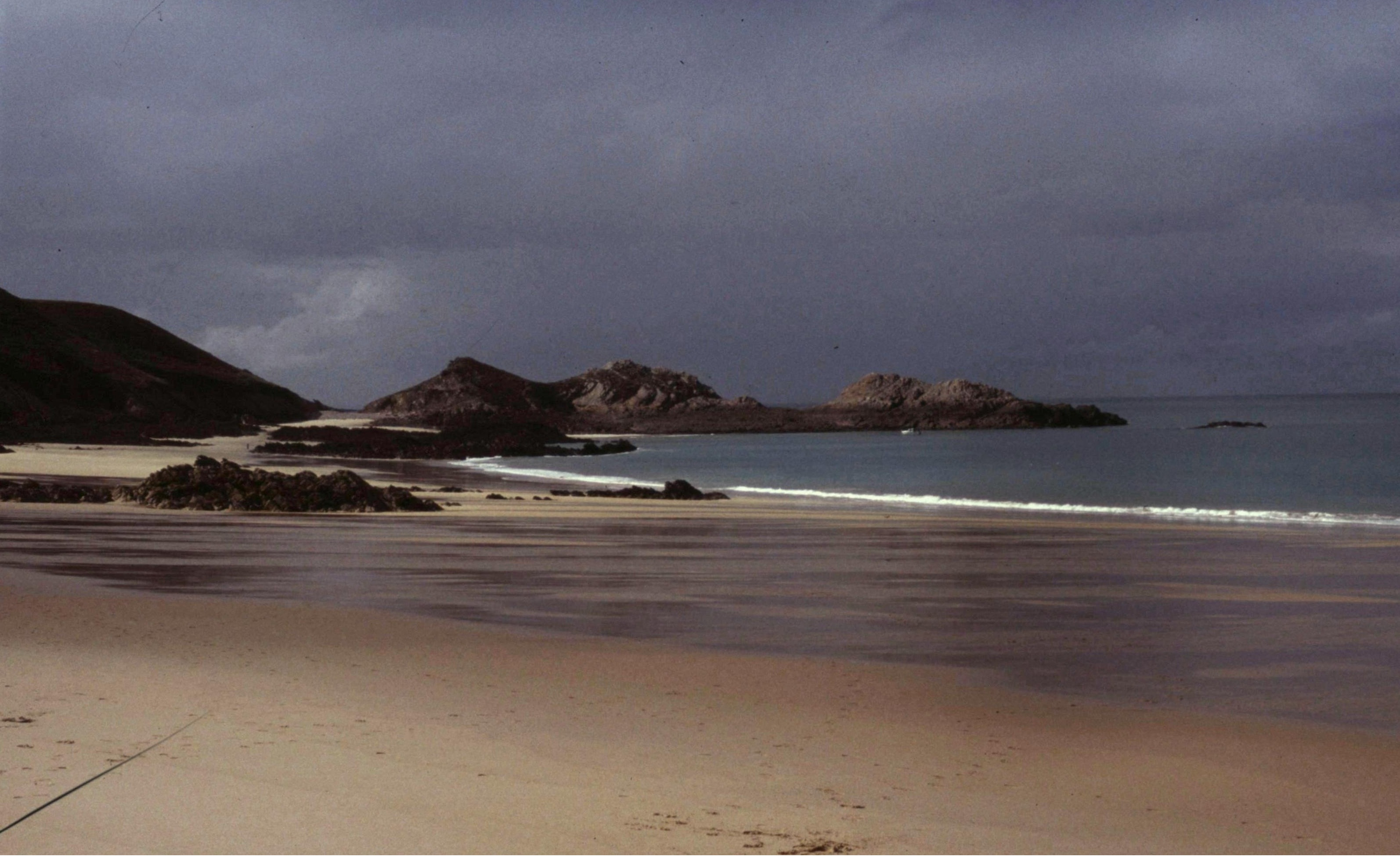
Le pli synclinal des Châtelets (dont l'axe est dirigé SW et qui s'ennoie vers le NE) au bout de la plage de Lourtuais.

Le cap d’Erquy est le cap au sud duquel s'est développé le port d'Erquy, commune des Côtes-d'Armor, en France. Site classé depuis 1978 d'environ 170 hectares pour son côté sauvage, il a été acheté en 1977 par le Conseil général des Côtes-d'Armor qui en assure l'entretien et gère la fréquentation touristique, notamment par les randonneurs. Des falaises de grès rose d'une soixantaine de mètres de hauteur, ainsi que d'anciennes carrières y sont visibles. 
Un festival de géologie y a lieu chaque année. Pour la faune, on y trouve l'azuré des mouillères.

## Anse de Port-blanc
Au niveau de l'anse de Port-blanc, le corps de garde, le four à boulets et l'abri du canot de sauvetage sont des témoins de l'histoire locale. 

Le corps de garde est une bâtisse de plan rectangulaire, avec tour de guet. Datant de 1744, cet abri douanier est en partie restauré entre 1987 et 1992.

L'ordre de construire sur les côtes de la Manche des « fourneaux à réverbère » est donné, le 26 mars 1794, par le ministre de la Marine Jean Dalbarade. Ce four avait vocation à porter à incandescence les boulets alimentant une batterie de trois canons (aujourd'hui disparue), dans le but d’incendier les navires hostiles. Cependant, le four ne put être mis en service faute des ustensiles propres à son fonctionnement. De plus, cet équipement nécessitait un approvisionnement considérable en bois, combustible devenu rare pendant la Révolution, et une chauffe continue aurait détérioré les fours en quelques jours. Le petit édifice cubique a lui-même a été restauré. 

Une première maison-abri, située en bout de jetée, au port d'Erquy, est construite en 1903 avant d'être transférée en 1935 à la pointe d'Erquy. L'abri du canot de sauvetage, équipé d'une longue cale, est construit en 1935 pour la Société centrale de sauvetage des naufragés. L'abri est désaffecté depuis 1966. La déshérence du bâtiment régulièrement "squatté" participe de sa dégradation.

## Lacs bleus
Les lacs de carrière du Cap, dits lacs bleus, sont nichés à l’abri d’une forêt de pins qui surplombe le port. Le Conseil général a créé un sentier d’interprétation qui permet de suivre les traces des anciens carriers et a fait appel au Centre de découverte du son de Cavan, pour mettre en place sur le chemin des carriers dix bornes sonores. Surnommés les « sabots râpés », ces hommes y ont taillé les pavés destinés aux rues de Paris et des grandes villes de France jusque dans les années 1930.
Les fronts de carrière montrent de haut en bas : des grès blancs, des grès conglomératiques et des conglomérats blancs ; des conglomérats rouges lités couleur lie-de-vin, très ferrugineux ; un banc de grès d'Erquy de 30 m d'épaisseur, au sommet irrégulier car avant le dépôt des conglomérats, il y a eu émersion et érosion, d'où la présence d'un contact érosif (couche blanche) qui traduit une discordance.

## Éperon barré
Au fil des millénaires, le littoral apparaît comme une frontière qu'il s'agit de défendre, d'où l'exploitation des sites de falaises et de marais, et notamment d'éperons barrés littoraux ou îliens qui sont aménagés à l'Âge du bronze et du fer.
Les retranchements du Cap d'Erquy se composent d'un éperon barré de deux remparts subparallèles, distants en moyenne de 450 m. Le premier retranchement est défendu, sur une superficie de 15 hectares environ, par un fort talus en terre et mottes de gazon, le « fossé Catuelan » (daté de 2500 ans avant J.-C., âge du Bronze tardif), précédé d'une large douve très peu profonde et d'une légère contre-escarpe. Le « fossé de la Plaine-Garenne » (- 2270 ans avant J.-C., milieu de la Tène de l'âge du fer) porte la superficie protégée à 35 hectares,  le second retranchement étant défendu par un talus plus modeste (noyau de pierres renforcé d'un poutrage interne en bois).
Cet éperon barré, autrefois appelé « camp de César », aurait influencé le décor de l’irréductible village gaulois en Armorique de la bande dessinée Astérix. De nombreux villages revendiquent cette paternité, Le Yaudet près de Lannion et bien d’autres postulants du Cotentin jusqu’au Nord-Pas-de-Calais mais plusieurs Rhéginéens invoquent un faisceau d’indices en direction d’Erquy : la pointe des trois pierres du cap, à l'origine de nombreux naufrages, ressemble aux trois rochers visibles en première page de chaque album, sous la loupe ; les carrières, non pas de menhirs, mais de grès. Enfant, Albert Uderzo a passé des vacances à Erquy. Lorsqu'il survole le port balnéaire en 1996, le dessinateur confie au Figaro Magazine avoir « inconsciemment [...] choisi le cap d'Erquy ». Mais il est revenu depuis sur cet aveu.